# Suzan Lamens
Suzan Lamens, née le 5 juillet 1999 aux Pays-Bas, est une joueuse néerlandaise de tennis professionnelle.

## Carrière professionnelle
Elle débute sur le circuit WTA en 2022 lors du tournoi WTA 250 de Bogota. Depuis 2022, elle joue régulièrement en Coupe Billie Jean King pour les Pays-Bas pour un bilan en simple de 7 victoires-4 défaites et en double de 8 victoires-1 défaite.
Le 20 avril 2024, elle parvient en finale du  tournoi WTA 125 de Oeiras. Elle remporte le lendemain son 1er tournoi WTA 125 en battant en finale la Danoise Clara Tauson.
Elle gagne son 1er titre WTA lors du tournoi d'Osaka en catégorie WTA 250 en dominant en finale l'Australienne Kimberly Birrell, qualifiée comme elle (6-0, 6-4). Elle avait précédemment sorti la Bulgare Viktoriya Tomova (6-1, 6-2), l'Italienne Lucia Bronzetti (6-3, 6-4), la Roumaine Ana Bogdan (4-6, 6-3, 6-3) contre qui elle cède son seul set du tournoi ainsi que la Française Diane Parry (6-2, 6-4).

## Palmarès

### Titre en simple
| No | Date       | Nom et lieu du tournoi            | Catégorie | Dotation  | Surface    | Finaliste        | Score    |          |
| -- | ---------- | --------------------------------- | --------- | --------- | ---------- | ---------------- | -------- | -------- |
| 1  | 14-10-2024 | Kinoshita Group Japan Open, Osaka | WTA 250   | 267 082 $ | Dur (ext.) | Kimberly Birrell | 6-0, 6-4 | Parcours |

### Finale en simple
Aucune

### Titre en simple en WTA 125
| No | Date       | Nom et lieu du tournoi | Catégorie | Dotation  | Surface      | Finaliste    | Score         |          |
| -- | ---------- | ---------------------- | --------- | --------- | ------------ | ------------ | ------------- | -------- |
| 1  | 15-04-2024 | Oeiras Open, Oeiras    | WTA 125   | 115 000 $ | Terre (ext.) | Clara Tauson | 6-4, 5-7, 6-4 | Parcours |

## Parcours en Grand Chelem

### En simple dames
| Année | Open d'Australie | Open d'Australie    | Internationaux de France | Internationaux de France | Wimbledon      | Wimbledon             | US Open | US Open            |
| ----- | ---------------- | ------------------- | ------------------------ | ------------------------ | -------------- | --------------------- | ------- | ------------------ |
| 2022  | —                | —                   | Q2                       | Rebecca Šramková         | Q1             | Daria Snigur          | Q1      | Vitalia Diatchenko |
| 2023  | Q1               | Anastasia Tikhonova | —                        | —                        | —              | —                     | —       | —                  |
| 2024  | Q1               | Katie Volynets      | Q2                       | Elena-Gabriela Ruse      | Q1             | Sonay Kartal          | Q1      | Arianne Hartono    |
| 2025  | 2e tour (1/32)   | Belinda Bencic      | 1er tour (1/64)          | Ashlyn Krueger           | 2e tour (1/32) | Ekaterina Alexandrova |         |                    |

N.B. : à droite du résultat se trouve le nom de l'ultime adversaire.

### En double dames
| 2025 | 1er tour (1/32) Q. Gleason \|\| style="text-align:left;" \| B. Haddad Maia L. Siegemund | 1er tour (1/32) M. Kessler \|\| style="text-align:left;" \| Chan H.-c. G. Olmos | 1er tour (1/32) A. Krunić \|\| style="text-align:left;" \| I. Khromacheva F. Stollár |  |  |

N.B. : le nom de la partenaire se trouve sous le résultat ; les noms des ultimes adversaires se trouvent à droite.

## Parcours en WTA 1000
Les tournois WTA « Premier Mandatory » et « Premier 5 » (entre 2009 et 2020) et WTA 1000 (à partir de 2021) constituent les catégories d'épreuves les plus prestigieuses, après les quatre levées du Grand Chelem. 

De 2009 à 2023, les tournois Premier Mandatory (dits tournois WTA 1000 obligatoires entre 2021 et 2023) regroupent Indian Wells, Miami, Madrid et Pékin, les autres constituant les tournois Premier 5 (tournois WTA 1000 non-obligatoires). À partir de 2024, le nombre de tournois WTA 1000 passe à 10 par saison (fin de l’alternance Doha / Dubaï), ces derniers devenant tous obligatoires et offrant tous 1000 points à la vainqueure (contre 900 points précédemment pour les tournois Premier 5).

### En simple dames
| Année |       |              |                            |                            |                             |                             |                           |                       |                                |       |  |  |
| Doha  | Dubaï | Indian Wells | Miami                      | Madrid                     | Rome                        | Canada                      | Cincinnati                | Pékin                 | Wuhan                          | Wuhan |  |  |
| Doha  | Dubaï | Indian Wells | Miami                      | Madrid                     | Rome                        | Canada                      | Cincinnati                | Pékin                 | Wuhan                          | Wuhan |  |  |
| Doha  | Dubaï | Indian Wells | Miami                      | Madrid                     | Rome                        | Canada                      | Cincinnati                | Pékin                 | Wuhan                          | Wuhan |  |  |
| 2025  |       |              | 1er tour (1/32) K. Muchová | 2e tour (1/32) E. Rybakina | 1er tour (1/64) M. Uchijima | 1re tour (1/64) E. Raducanu | 2e tour (1/32) E. Mertens | 3e tour (1/16) Zhu L. | 1er tour (1/64) V. Kudermetova |       |  |  |

Sous le résultat, l’ultime adversaire.
1. 1 2   Les tournois de Doha et Dubaï alternent le statut de tournoi WTA 1000 (ex Premier 5) entre 2009 et 2023 : les trois premières éditions ont lieu à Dubaï, les trois suivantes à Doha, puis Dubaï accueille le tournoi de cette catégorie les années impaires et Dubaï les années paires. De 2011 à 2023, la ville qui n’accueille pas de WTA 1000 organise à la place un tournoi WTA 500 (ex Premier).
2. 1 2 3 4 5 6   L’ordre de déroulement des tournois a évolué depuis 2009 : Rome se dispute avant Madrid et Cincinnati avant Montréal/Toronto jusqu’en 2010, tandis que Tokyo (2009-2013)-Wuhan (2014-2019, 2024-)-Guadalajara (2022-2023) ont lieu avant Pékin jusqu’en 2023.

## Classements WTA en fin de saison
| Année          | 2016 | 2017 | 2018 | 2019 | 2020 | 2021 | 2022 | 2023 | 2024 |
| Rang en simple | 995  | 954  | 989  | 535  | 480  | 277  | 213  | 218  | 87   |
| Rang en double | 695  | 589  | 574  | 354  | 320  | 228  | 238  | 220  | 230  |

Source : (en) Classements de Suzan Lamens sur le site officiel de la Fédération internationale de tennis